# Pokupsko
Pokupsko est un village et une municipalité située dans le comitat de Zagreb, en Croatie. Au recensement de 2001, la municipalité comptait 2 492 habitants, dont 99,28 % de Croates et le village seul comptait 259 habitants.

## Localités
La municipalité de Pokupsko compte 14 localités :
- Lukinić Brdo
- Lijevi Štefanki
- Roženica
- Pokupsko
- Hotnja
- Auguštanovec
- Opatija
- Gladovec Pokupski
- Strezojevo
- Cerje Pokupsko
- Šestak Brdo
- Lijevi Degoj
- Zgurić Brdo
- Cvetnić Brdo